# Panhard & Levassor Type U10
Der Panhard & Levassor Type U10 ist ein Pkw-Modell der 1910er Jahre. Hersteller war Panhard & Levassor in Frankreich.

## Beschreibung
Die Fahrzeuge haben einen von Arthur Constantin Krebs entwickelten Ottomotor. Im Motorcode „T4I“ steht das „T“ für diesen „Centaure allégé“ genannten Motor und die „4“ für die Anzahl der Zylinder.
Der Vierzylinder-Reihenmotor hat 110 mm Bohrung, 140 mm Hub und 5322 cm³ Hubraum. Er wurde auch 25 CV genannt. Die Leistung des Frontmotors wird über ein Vierganggetriebe und Ketten an die Hinterachse übertragen.
Der Radstand beträgt zwischen 277 cm und 313 cm.
Die Produktion lief von August 1913 bis Januar 1914. Im ersten Jahr wurden drei Fahrzeuge verkauft und danach noch eins. Alle wurden exportiert. Das Modell stand nicht im regulären Verkaufskatalog des Herstellers.
Type U1 und Type U3 waren die Vorgänger.